# マッサリア族
マッサリア族(Massalia family)は、メインベルトの内側に存在するS型小惑星からなる小惑星族である。軌道傾斜角は小さい。既知の小惑星の0.8%が属する。

## 性質
小惑星マッサリアと、その表面から衝突によって飛び出した小さな小片から構成されるグループである。マッサリアはこれまでのところこのグループで最も大きく、直径は約150kmである。一方、2番目に大きな(7760) 1990 RW3の直径はわずか7kmに過ぎない。またマッサリア以外の全ての質量を合計しても、マッサリアのわずか1%に満たない。
非常に若いグループで、推定1.5億年から2億年前に起こった衝突によってできた。軌道長半径が2.38天文単位及び2.43天文単位が中心の2つの領域に大別でき、マッサリアはその間に存在したと考えられる。それぞれの領域の中心部にあるものは、周辺部にあるものより大きい傾向がある。これは、ヤルコフスキー効果やYORP効果が原因だと考えられている。それぞれの領域の詳細は、族の年齢の計算に利用されている。
2.42天文単位の距離を横切る火星と1:2で強い共鳴軌道をとり、族の一部の小惑星が高軌道傾斜角にずれることがある。
マッサリア族あるいはテミス族等のもっと最近の小さな衝突は、惑星間塵の原因となっていると考えられている。

## 侵入者
マッサリア族の小惑星と似たような軌道要素を持つが、構成物質が異なるため起源が異なる多数の侵入者の存在が確認されている。例えば(2946) Muchachosは、マッサリア以外のマッサリア族のどの小惑星よりも大きく、(2316) Jo-Annは PDS asteroid taxonomy data setによる調査で異なったスペクトルを持つことが判明した。